# Halina Reijn
Halina Reijn, född 1975 i Amsterdam, är en nederländsk skådespelare och filmregissör.
Hon inledde sin karriär som skådespelare inom teatern och på filmduken i slutet av 1990-talet, men blev aldrig särskilt känd utanför Nederländerna. Mot slutet av 2010-talet började hon regissera filmer. Hennes första engelskspråkiga film som regissör, Bodies Bodies Bodies, blev en oväntad publikframgång.

## Filmografi (i urval)
- 2006 – Black Book
- 2019 – Instinct
- 2022 – Bodies Bodies Bodies
- 2024 – Babygirl